# Georg Christoph von Weitingen

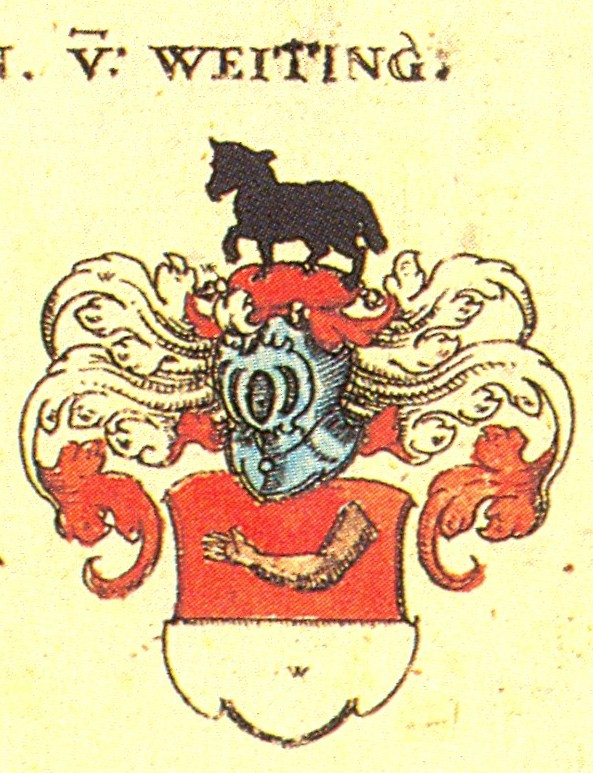
Wappen derer von Weitingen (nach Siebmacher)

Georg Christoph von Weitingen († Herbst 1634 auf Malta) war von 1612 bis 1634 Großbailli des Johanniterordens und in dieser Funktion für die Festungsanlagen in Malta verantwortlich. Er stand außerdem mehreren Kommenden als Kommendator vor.

## Leben und Laufbahn
Die Herren von Weitingen waren ein Dienstmannengeschlecht der Grafen von Hohenberg. Ihre Stammburg lag bei Weitingen, einem Ortsteil von Eutingen im Gäu (Landkreis Freudenstadt, Baden-Württemberg). Georg Christoph von Weitingen war der Sohn des Hans Volz von Weitingen und der Agnes von Landenberg und Greifensee. Er wurde am 24. März 1612 zum Großbailli gewählt und behielt dieses Amt bis zu seinem Tod im Herbst 1634. 1587 hielt er sich in Malta auf. 1594 erhielt er mit Hohenrain und Reiden seine ersten Kommenden, denen er bis 1611 vorstand. Im Juni 1594 zog er in die neuen Kommenden ein. Am 30. Juni 1594 beschwerte sich der Rat der Stadt Luzern, dass sich der neue Kommendator nicht bei ihnen vorgestellt hätte. Als er am 28. Juli 1594 dann dem Rat seine Aufwartung machte, wurde er und der Ordenskanzler Lienhart Cabelius vom Rat scharf gerügt. Bald darauf reiste er nach Malta ab. 1602 war er wieder in Hohenrain und setzte Jakob Feer für drei Jahre als Statthalter ein.
Er wurde zwar als ruhiger und andächtiger Mann beschrieben, jedoch hielt er sich eine Konkubine. Nachdem diese Konkubine mehrere Kinder geboren hatte, drängte der Rat von Luzern auf seine Ablösung. 1611 resignierte er die beiden Kommenden Hohenrain und Reiden. Seinem Aufstieg im Johanniterorden schadete diese Affäre aber nicht. Schon 1607 wurde er zum (Titular-)Bailli von Brandenburg ernannt. 1608 stieg er zum Prior von Dacien auf. In diesem Jahr war er auch Statthalter für den Basler Kommendator Hermann von Andlau. 1612 wurde er zum Großbailli des Johanniterordens ernannt. In dieser Funktion war er für die Festungsanlagen auf Malta verantwortlich. Zu diesem Amt erhielt er die Kommenden Rottweil, Würzburg und Biebelried. Er blieb Großbailli bis zu seinem Tod im Herbst 1634 auf Malta. Sein Leichnam wurde ins Kloster Kirchberg gebracht und in der Katharinen-Kapelle begraben (den letzten Ritter (von Weitingen) habe man ... todt über das Meer hieher gebracht ...). Diese Kapelle hatte er 1604 renovieren lassen.